# Barthélemy Thimonnier
Barthélemy Thimonnier (L'Arbresle, Ródano, 19 de agosto de 1793 – Amplepuis, 5 de julio de 1857) fue un inventor francés reconocido por el desarrollo de la primera máquina de coser que imitaba la costura a mano.

## Trayectoria
Thimonnier era el mayor de siete hermanos y en 1795, contando con 2 años de edad, su familia se trasladó a la comuna francesa de Amplepuis. Estudió durante un tiempo en Lyon, antes de ir a trabajar como sastre a Panissières. Se casó con una bordadora en enero de 1822 y un año más tarde se estableció en un suburbio de Saint-Étienne, donde trabajó como sastre.
En 1829, inventó la máquina de coser y en 1830 firmó un contrato con Augusto Ferrando, un ingeniero de minas que hizo los dibujos necesarios para presentar una solicitud de patente. El 17 de julio de 1830 se emitió la patente para la máquina de coser a nombre de Thimonnier y Ferrando, apoyados por el gobierno francés. El mismo año, se abrió (junto con los socios) la primera empresa de fabricación de prendas de vestir con máquina de coser del mundo. En principio, era una fábrica para crear uniformes del ejército, pero fue incendiada por los trabajadores que temían perder el trabajo después de la expedición de la patente.
Un modelo de la máquina se exhibe en el Museo de Ciencias de Londres. La máquina está hecha de madera y utiliza una aguja de púas que pasa debajo y a través de la tela para agarrar el hilo y tira hacia arriba para formar un bucle para ser bloqueado por el siguiente bucle.

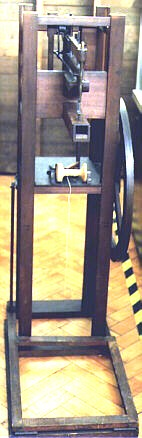
Copia de la máquina de coser de Bartolomé Thimonnier de 1830.

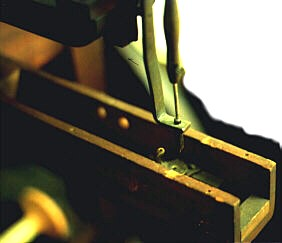
Toma de cerca de una copia de la máquina de coser de Thimonnier de 1830.

Punto de la cadena formada con una aguja de púas.

Anteriormente, en 1790, Thomas Saint había patentado una máquina de coser, por lo que la de Thimonnier no fue la primera. La contribución de Saint no se hizo pública hasta 1874, cuando William Newton Wilson, un fabricante de máquinas de coser, encontró los dibujos en la Oficina de Patentes de Londres y construyó una máquina que funcionaba —tras algunos ajustes— con un garfio. Así, en 1790 Thomas Saint había inventado una máquina con un brazo en voladizo, un mecanismo de alimentación (adecuada para las cortas longitudes de cuero que él inventó), una barra de la aguja vertical y a bucle. El Museo de Ciencias de Londres tiene el modelo que Wilson construyó a partir de los bocetos de Saint.
Thimonnier regresó tiempo después a Amplepuis y volvió a trabajar como sastre de nuevo, mientras buscaba hacer mejoras en su máquina. Obtuvo nuevas patentes en 1841, 1845 y 1847 para nuevos modelos de máquina de coser. Sin embargo, a pesar de tener los premios ganados en exposiciones internacionales, y siendo elogiado por la prensa, el uso de la máquina no se extendió. La situación financiera de Thimonnier siguió siendo difícil, y murió en la pobreza a la edad de 63 años.
La empresa de máquinas de coser Thimonnier, fundada después de su muerte, existió hasta el siglo XX.